# Pupillen
Pupillen ist ein alter Ausdruck für Minderjährige und/oder Unmündige, die unter Vormundschaft stehen, auch Mündel, Pflichtbefohlene oder Pflegekind genannt. Die Behörden haben teilweise auch die Vormundschaft von Erwachsenen bearbeitet.

## Etymologie
Der Begriff kommt aus dem Lateinischen von pupilli. Nach altem Römischen Recht waren Pupillen Knaben unter 14 und Mädchen unter 12 Jahren, welche zur rechtsgültigen Vollziehung von Rechtsgeschäften der Mitwirkung eines Vormundes (Tutor) bedurften. Der Begriff wird meist im Plural verwendet. Die Singularformen sind: „Pupill“: Maskulinum, „Pupille“: Maskulinum, Femininum, vereinzelt: „Pupillin“: Femininum.
In der deutschen Rechtssprache kann der Begriff pupillen bis 1496 zu einer Quelle aus Brüssel zurückverfolgt werden, er findet er sich in einer bayrischen Quelle von 1570 und in einer niederösterreichischen von 1573. Im Josephinischen Gesetzbuch von 1787 wurde nurmehr von Vormundschaft und Waisen gesprochen und somit sank die Verwendungshäufigkeit in Österreich Ende des 18. und Anfang des 19. Jahrhunderts stark. In den Deutschen Staaten nahm die Verwendung um die Zeit der Gründung des Norddeutschen Bundes (1867) oder etwas davor ab. Das Meyers-Lexikon von 1905 merkt an, dass es sich um eine frühere Bezeichnung handelt.

## Zusammenhängende Begriffe
- Das Pupillenkollegium (1748)[R 3] war im 18. und 19. Jahrhundert eine preußische Behörde, welche die Aufsicht über Vormundschaftssachen hatte. Solche Institutionen wurden auch Pupillenamt (1724),[R 4] Pupillaramt (1802)[R 5] Pupillenbehörde (1808),[R 6] Pupillenrat, Obervormundschaftsbehörde, Obervormundschaftsamt, Vormundschaftsrat, Waisenamt,[4] Waisenrat[5] genannt.
- Das Pupillargeld (1638),[R 7] Pupillengeld (1597),[R 8] Pupillarkapital (1787)[R 9] auch Waisengeld[5] genannt, sind die den Minderjährigen gehörenden Vermögen, die mit besonderer Vorsicht zu behandeln sind und nur unzweifelhaft risikoarm angelegt werden dürfen. Man sprach dann auch von einer pupillarischen Sicherheit.[6] Heute nennt man es Mündelgeld und die dazugehörigen Veranlagungsformen sind mündelsicher.
- Der Pupillenschreiber (1795, Oldenburg)[R 10] achtet darauf, dass in seinem Gerichtsbezirk alle Minderjährigen einen Vormund haben und ob Erwachsene unter Kuratel gestellt werden müssen.[7]